# Ricardo Alexander Clark
Ricardo Alexander Clark Henry (Puerto Barrios; 24 de noviembre de 1937) es un exfutbolista guatemalteco que jugó de delantero.

## Trayectoria
Estuvo en equipos como Club Sporting de Bananera, Escuintla e IRCA, pero fue con el Juventud Retalteca que fue profesional en 1959. Dos años después, fue fichado por el CSD Municipal y en su primera etapa los rojos, obtuvo el campeonato de goleo con 23 goles y la Liga Nacional de las temporadas 1963-64 y 1965-66.
En enero de 1966, el CA Huracán de la Primera División de Argentina visitó su país para unos encuentros amistosos, uno de ellos contra su equipo, donde a pesar de perder 2-0, al club argentino lo trajo junto a su compatriota Julio García, que era portero para poder jugar en el club.
Él pasó las pruebas y su debut fue en una victoria de 1-0 frente a Quilmes AC. En total, hizo 10 partidos anotando su único gol que fue de casi media cancha al arquero Alberto Poletti de Estudiantes de La Plata.
Posteriormente regresó con Municipal y ganó la Copa Nacional y la Copa Campeón de Campeones en 1967. Se marchó al Toronto Falcons de la North American Soccer League, donde sumó 7 juegos y 1 gol, que fue el 12 de mayo de 1968 frente al New York Generals.
Después de que el equipo desapareciera, por tercera y última vez retornó a Municipal, luego pasó al Pepsi Cola y Tipografía Nacional, donde anotó un gol con cada uno.

## Selección nacional
Fue convocado con la selección de Guatemala al primer Campeonato de Naciones de la Concacaf de 1963, donde quedó en fase de grupos. En 1968 fue parte del plantel que participó en los Juegos Olímpicos de México, donde quedó en cuartos de final.

### Participaciones en Juegos Olímpicos
| Torneo                   | Sede   | Resultado        |
| ------------------------ | ------ | ---------------- |
| Juegos Olímpicos de 1968 | México | Cuartos de final |

## Clubes
| Club                     | País      | Año       |
| ------------------------ | --------- | --------- |
| Juventud Retalteca       | Guatemala | 1959-1961 |
| Municipal                | Guatemala | 1961-1969 |
| Huracán (cesión)         | Argentina | 1966      |
| Toronto Falcons (cesión) | Canadá    | 1968      |
| Pepsi Cola               | Guatemala | 1969-1970 |
| Tipografía Nacional      | Guatemala | 1970-1971 |

## Palmarés

### Títulos nacionales
| Título                    | Equipo    | País      | Año     |
| ------------------------- | --------- | --------- | ------- |
| Liga Nacional             | Municipal | Guatemala | 1963-64 |
| Liga Nacional             | Municipal | Guatemala | 1965-66 |
| Copa Nacional             | Municipal | Guatemala | 1967    |
| Copa Campeón de Campeones | Municipal | Guatemala | 1967    |

### Distinciones individuales
| Distinción                                       | Año     |
| ------------------------------------------------ | ------- |
| Máximo goleador de la Liga Nacional de Guatemala | 1961-62 |